# Перепис населення США (1820)
Перепис населення США 1820 року був четвертим за рахунком переписом населення, що проводився на території США. Він був проведений 7 серпня 1820 року. Чисельність населення за підсумками перепису становила 9 638 453 осіб, у тому числі 1 538 022 були рабами.

## Список запитань
Питань стало значно більше в порівнянні з попереднім переписом. У бланку перепису вони йшли стовпцями один за одним зліва направо:
1. Ім'я глави сімейства
2. Число вільних білих чоловіків менше ніж 10 років
3. Число вільних білих чоловіків у віці від 10 до 16 років
4. Число вільних білих чоловіків у віці від 16 до 18 років
5. Число вільних білих чоловіків у віці від 18 до 26 років
6. Число вільних білих чоловіків у віці від 26 до 45 років
7. Число вільних білих чоловіків понад 45 років
8. Число вільних білих жінок менше ніж 10 років
9. Число вільних білих жінок у віці від 10 до 16 років
10. Число вільних білих жінок у віці від 16 до 26 років
11. Число вільних білих жінок у віці від 26 до 45 років
12. Число вільних білих жінок понад 45 років
13. Число не натуралізованих іноземців
14. Число людей, які займаються сільським господарством
15. Число людей, які займаються торгівлею
16. Число людей, які займаються виробництвом
17. Число рабів чоловічої статі менше ніж 14 років
18. Число рабів чоловічої статі у віці від 14 до 26 років
19. Число рабів чоловічої статі у віці від 26 до 45 років
20. Число рабів чоловічої статі понад 45 років
21. Число рабів жіночої статі менше ніж 14 років
22. Число рабів жіночої статі у віці від 14 до 26 років
23. Число рабів жіночої статі у віці від 26 до 45 років
24. Число рабів жіночої статі понад 45 років
25. Число вільних чорних чоловіків менше ніж 14 років
26. Число вільних чорних чоловіків у віці від 14 до 26 років
27. Число вільних чорних чоловіків у віці від 26 до 45 років
28. Число вільних чорних чоловіків понад 45 років
29. Число вільних чорних жінок менше ніж 14 років
30. Число вільних чорних жінок у віці від 14 до 26 років
31. Число вільних чорних жінок у віці від 26 до 45 років
32. Число вільних чорних жінок понад 45 років
33. Число всіх інших осіб, крім індіанців, які не оподатковуються

## Результати перепису
| Місто           | Штат              | Населення |
| --------------- | ----------------- | --------- |
| Нью-Йорк        | Нью-Йорк          | 152 056   |
| Філадельфія     | Пенсільванія      | 63 802    |
| Балтимор        | Меріленд          | 62 738    |
| Бостон          | Массачусетс       | 43 298    |
| Новий Орлеан    | Луїзіана          | 27 176    |
| Чарлстон        | Південна Кароліна | 24 780    |
| Нортен-Лібертіз | Пенсильванія      | 19 678    |
| Саут-Форк       | Пенсильванія      | 14 713    |
| Вашингтон       | Вашингтон         | 13 247    |
| Сайлем          | Массачусетс       | 12 731    |

## Недоліки
Складені питання  для перепису населення мали ряд істотних недоліків. Наприклад, вісімнадцятирічного вільного білого чоловіка можна було записати і в графу «число вільних білих чоловіків у віці від 16 до 18 років», і в графу «число вільних білих чоловіків у віці від 18 до 26 років», а якщо в сім'ї був не натуралізований іноземець, зайнятий у сільському господарстві, то він теж потрапляв в дві графи: «число не натуралізованих іноземців» і «число осіб, зайнятих в сільському господарстві». Це часто призводило до того, що деяких людей рахували по два або більше разів.